# Samsara (film 2001)
Samsara è un film del 2001 diretto da Pan Nalin. Il tema del film è la ricerca, la lotta di un uomo per trovare l'illuminazione spirituale.

## Trama
Dopo tre anni, tre mesi, tre settimane e tre giorni di meditazione solitaria in un eremo nel Ladakh,  in Himalaya, Tashi si risveglia da una profonda trance. Recupera le forze nel monastero buddista dove ha vissuto dall'età di cinque anni ma, improvvisamente, si ritrova afflitto da inquietanti pulsioni sessuali, che sfociano spesso in sogni bagnati durante il sonno. Questi impulsi provocano non poca tensione tra gli altri monaci del tempio.
Durante una spedizione in un villaggio vicino, incontra Pema, la giovane figlia di un contadino locale, e se ne innamora, iniziando a dubitare del suo cammino spirituale. Così decide di lasciare la vita monastica al fine di ritornare alla fattoria e unirsi ai lavoratori per il raccolto. Dopo un rapporto sessuale con Pema, la coppia si sposa e dalla loro unione nascerà un figlio di nome Karma. Tashi diventa presto un agricoltore e proprietario terriero e ottiene successo finanziario portando il raccolto al mercato della città invece di vendere al commerciante locale Dawa, che truffa gli agricoltori locali. A causa di ciò, Tashi si mette in contrasto con Jamayang, l'ex-fidanzato di Pema e scalpellino, che lo accusa di aver danneggiato il rapporto di lunga data tra la gente della valle e Dawa.
Nel frattempo Tashi esplora i turbamenti della propria sessualità, vivendo l'attrazione per Sujata, una lavoratrice che torna alla fattoria per lavorare ogni anno. Mentre Pema va in città a vendere il raccolto, lui e Sujata hanno un rapporto sessuale. Tashi viene poi a sapere che Sujata e Pema avevano parlato per anni di questo. Successivamente, un lama, amico di Tashi del periodo vissuto in monastero, va fare visita a Tashi per informarlo che il loro maestro, Apo, è morto. Tormentato dal rimorso per la sua infedeltà e per la morte di Apo, Tashi lascia la fattoria per tornare al monastero.

## Produzione
Pan Nalin ha impiegato sette anni per realizzare il film, incontrando diverse difficoltà legate alle riprese nel Ladakh. Nonostante ciò, la troupe, formata da quindici persone di nazionalità diversa, è rimasta motivata e appassionata al progetto; durante la realizzazione, i membri del team avevano a disposizione lezioni di yoga e trattamenti olistici ayurvedici. Lo stesso regista ha ribattezzato la sua cinematografia in "zenematografia".
La situazione politica locale, molto tesa, ha rischiato più volte di compromettere il progetto: tre monaci furono uccisi dai militari del Kashmir e fu introdotto il coprifuoco durante le riprese. Successivamente, furono le inondazioni a ritardare le riprese, e la troupe cominciò a soffrire per via dell'altitudine. L’affiatamento e la passione per il progetto da parte della troupe e del cast permisero di portare a termine i lavori.

### Scenografia
I principali elementi del film sono il Ladakh e le montagne; in base ad essi sono stati scelti l'aspetto, i colori e la materia dei costumi. I colori dei vestiti variano a seconda dello stato emotivo che sta vivendo il personaggio al momento.

### Cast
Per i tre ruoli principali, il regista ha voluto attori professionisti ma non conosciuti. Dopo centinaia di casting tra New York, Los Angeles, Parigi, Londra, Hong Kong, Berlino, Nuova Delhi, Mumbai e Bangalore, il ruolo di Tashi è stato assegnato a Shawn Ku di New York, quello di Pema a Christy Chung di Hong Kong, e quello di Sujata a Neelesha Bavora di Berlino. Gli altri ruoli sono interpretati da attori locali e non professionisti.

### Riprese
Samsara è stato il primo film ad essere girato interamente nel Ladakh. Le riprese sono state effettuate prima dell'inverno, poiché in quel periodo le temperature raggiungono i -30°.

## Distribuzione
Il film è stato distribuito in Italia dalla Fandango il 7 giugno 2002.

## Accoglienza
Il film ha ricevuto critiche positiva sia in Italia che nel mondo. Rotten Tomatoes riporta che tutti i cinque critici hanno dato al film una valutazione positiva del 100%.